# Особняк П. М. Мальцева
Особня́к Ма́льцева — усадьба в селе (ныне городе) Балаково, построенная архитектором Франциском Шустером для фабриканта Паисия Мальцева в 1890-х годах. Усадьба включает в себя основной дом с сохранившимися интерьерами, ограду с двумя литыми воротами, сад и вспомогательные постройки. С 2000-х годов в основном доме работает музей.
На расстоянии 200 метров от здания, на берегу Волги, по проекту Ф. О. Шехтеля в 1910-х годах построена белокаменная Троицкая церковь (ныне — собор). Некоторые краеведы утверждают, что одновременно со строительством храма Шехтелем была перестроена и усадьба Мальцева.

## Проблема авторства
Традиционно авторство проекта особняка приписывалось знаменитому московскому архитектору Ф. О. Шехтелю (на чьё авторство указывает и вывеска на здании музея). Авторство Шехтеля поддерживают, например, Г. В. Есаулов из МАРХИ, Н. К. Соловьёв (МГХПУ им. С. Г. Строганова) и доктор архитектуры, профессор Н. А. Попова (Институт урбанистики, архитектуры и строительства). По мнению Поповой, Шехтель принимал участие в перестройке и отделке особняка в 1900—1910-е годы, одновременно с постройкой церкви Белокриницкой старообрядческой общины (храма Святой Живоначальной Троицы).
Вместе с тем ряд авторитетных специалистов отрицают причастие Шехтеля к проекту. Так, историк архитектуры, доктор искусствоведения М. В. Нащокина справедливо утверждает, что перестройки дома в 1900—1910-е годы не было вовсе, а постройкой и отделкой дома занимались другие специалисты и в более ранний период (1890-е годы). Архитектор А. Е. Мушта называет автором особняка Ф. И. Шустера, работавшего в конце XIX века в Саратове, и в доказательство приводит фотографию здания, послужившую иллюстрацией к биографии академика. 
Отделкой здания, по мнению Мушты, занимался работавший в Москве чешский художник Август Томашек, о чём говорит рекламный буклет мастера от 1895 года. Этого же мнения придерживается краевед Ю. Каргин.

## Архитектура
По моде конца XIX века здание стилизовано под итальянское барокко. Причину выбора такого стиля, возможно, объясняет романтическое предание (исторически не подтверждённое) о том, что особняк был построен для возлюбленной Паисия Михайловича — иностранки из знатной богатой семьи (по одним данным — итальянки, по другим — француженки). Согласно тому же преданию, возлюбленная отказала Паисию. Установленный факт — до конца жизни хозяин усадьбы был холост и не оставил потомства.

Главный фасад по улице Коммунистической разделён рустованными лопатками на три части. Каждая из них делится двумя пилястрами дорического ордера на три части. Оконные проёмы украшены маскаронами, помещёнными на замковый камень. Центральная часть фасада завершается аттиком барочных форм с центральным круглым окном в квадратном обрамлении. Цоколь расчленяют квадратные окна полуподвала. Боковой фасад на улице Ленина разделён на две части с помощью рустованных лопаток на парадный вход и трёхоконное пространство стены, архитектурная пластика которого повторяет пластику фасада на улице Коммунистической. 

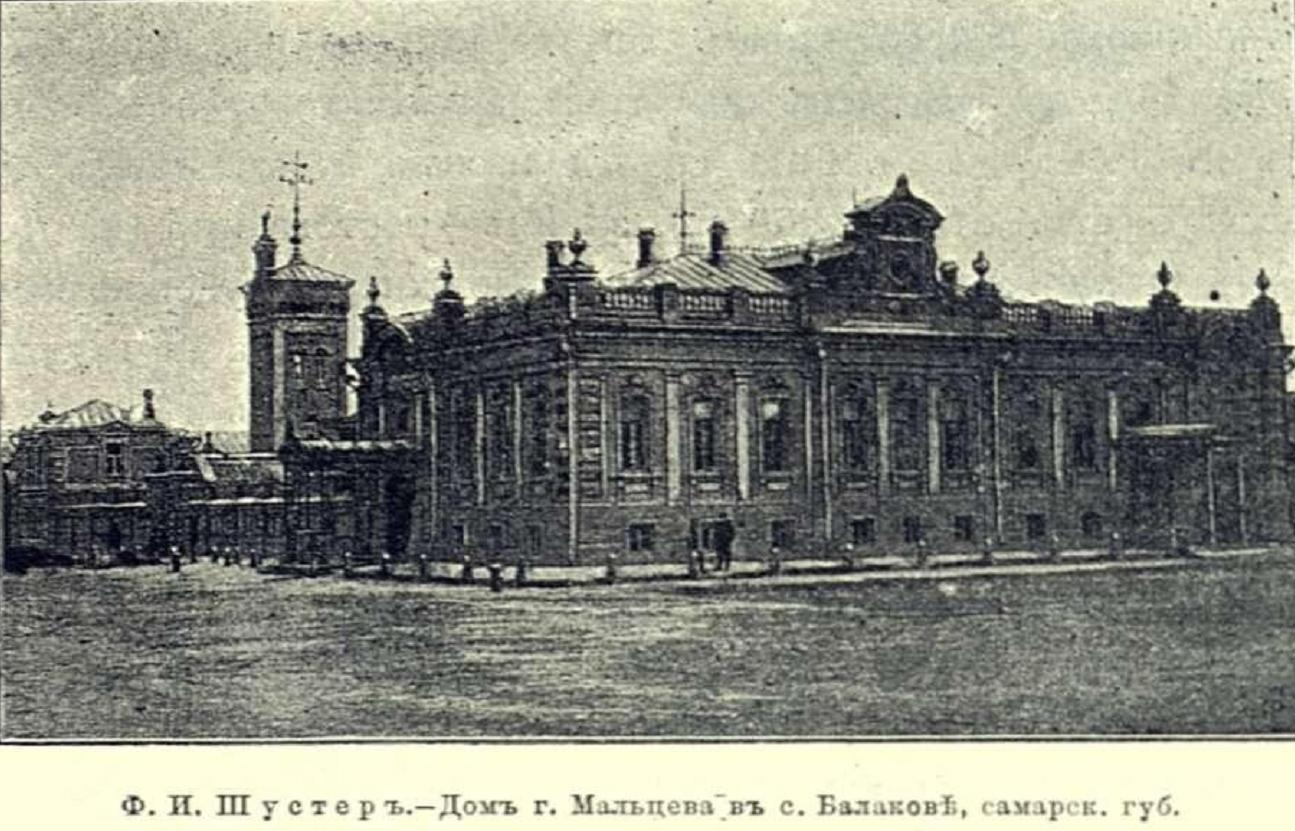
Фото особняка, сделанное в конце XIX века, доказывающее авторство Ф. И. Шустера

Здание имеет кованые ворота и решётку парапетов, а также два литых узорчатых чугунных крыльца. Парапет выполнен в виде балюстрады по кирпичным столбикам и сплошной стенки, украшенной розетками и картушами, парапет украшают греческие вазоны-амфоры.

## Интерьеры
В основном здании пять комнат (библиотека с кабинетом, музыкальная комната, торжественный зал, охотничья комната и мавританская комната), два холла (с улицы Ленина и с улицы Коммунистическая), веранда. Интерьер содержит лепнину в виде греческих амфор, амуров, ангелочков, корзин с фруктами, лилий, лавровых венков, дубовых листьев, ягод. Комнаты разделяют декорированные дубовые двери, причём декор комнаты (у каждой — своя тема) повторяется на соответствующей стороне двери.
В доме установлены мраморные камины, однако они мало участвовали в отоплении помещений: главный источник тепла, огромная печь, была расположена на цокольном этаже, в центре здания. От печи горячий воздух распространялся по зданию, причём в каждой комнате предусмотрена регулирующая заслонка, а также вентиляционная отдушина.

## Реставрация
В 2006—2007 годах были проведены реставрационные работы. Паркетный пол веранды был заменён на керамическую плитку, сама веранда была застеклена. Обновлена кровля здания. Установлены пластиковые окна и деревянные филёнчатые дверные блоки в охотничьем и греческом залах.
В торжественном зале художник В. Бойко выполнил паркетный пол в виде рисунка, отражающего рисунок потолка. Это решение было предложено мастером и не имеет исторической подоплёки (так как у Мальцева был классический прямоугольный паркет, уложенный ровными рядами).

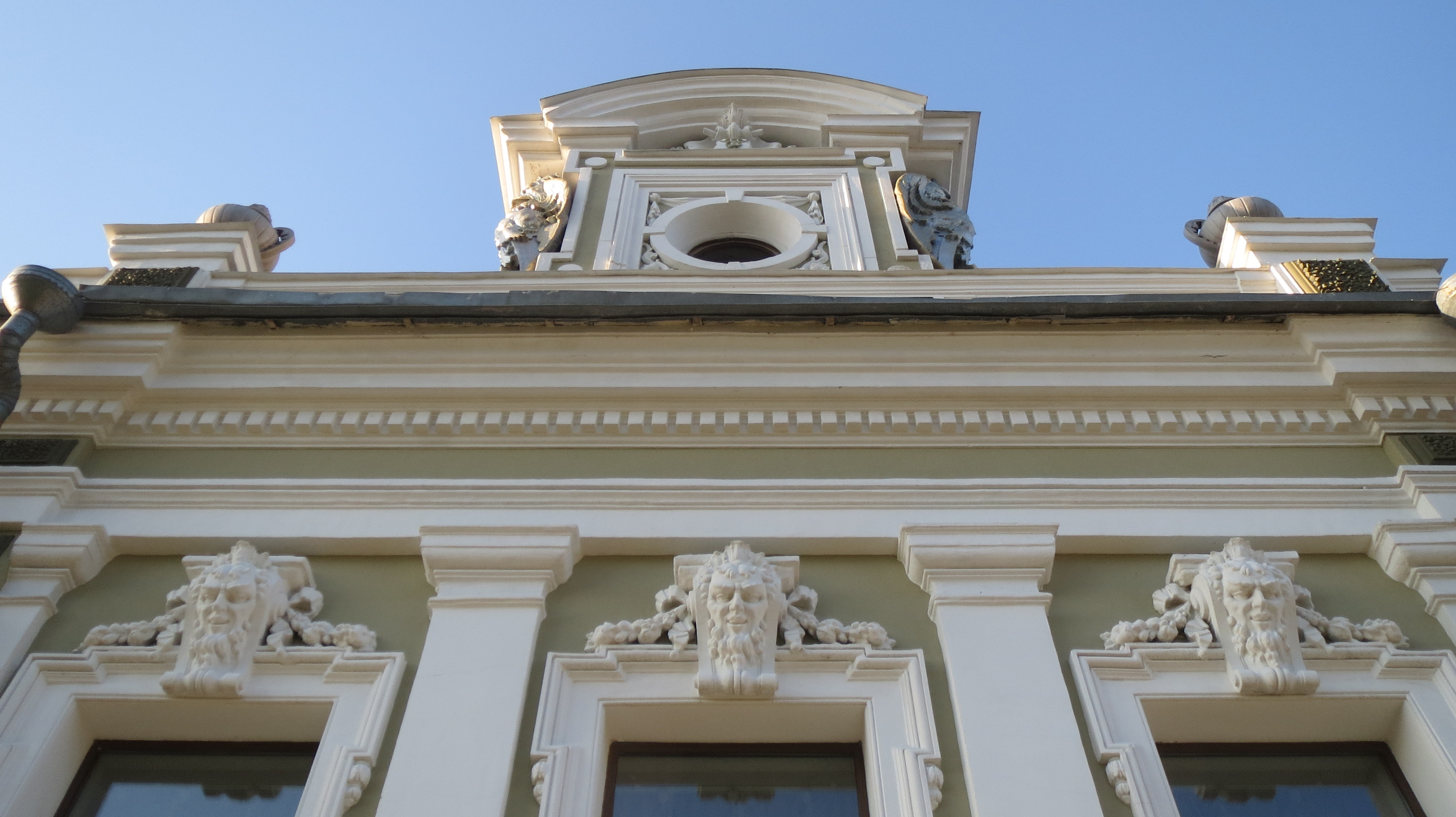
Аттик
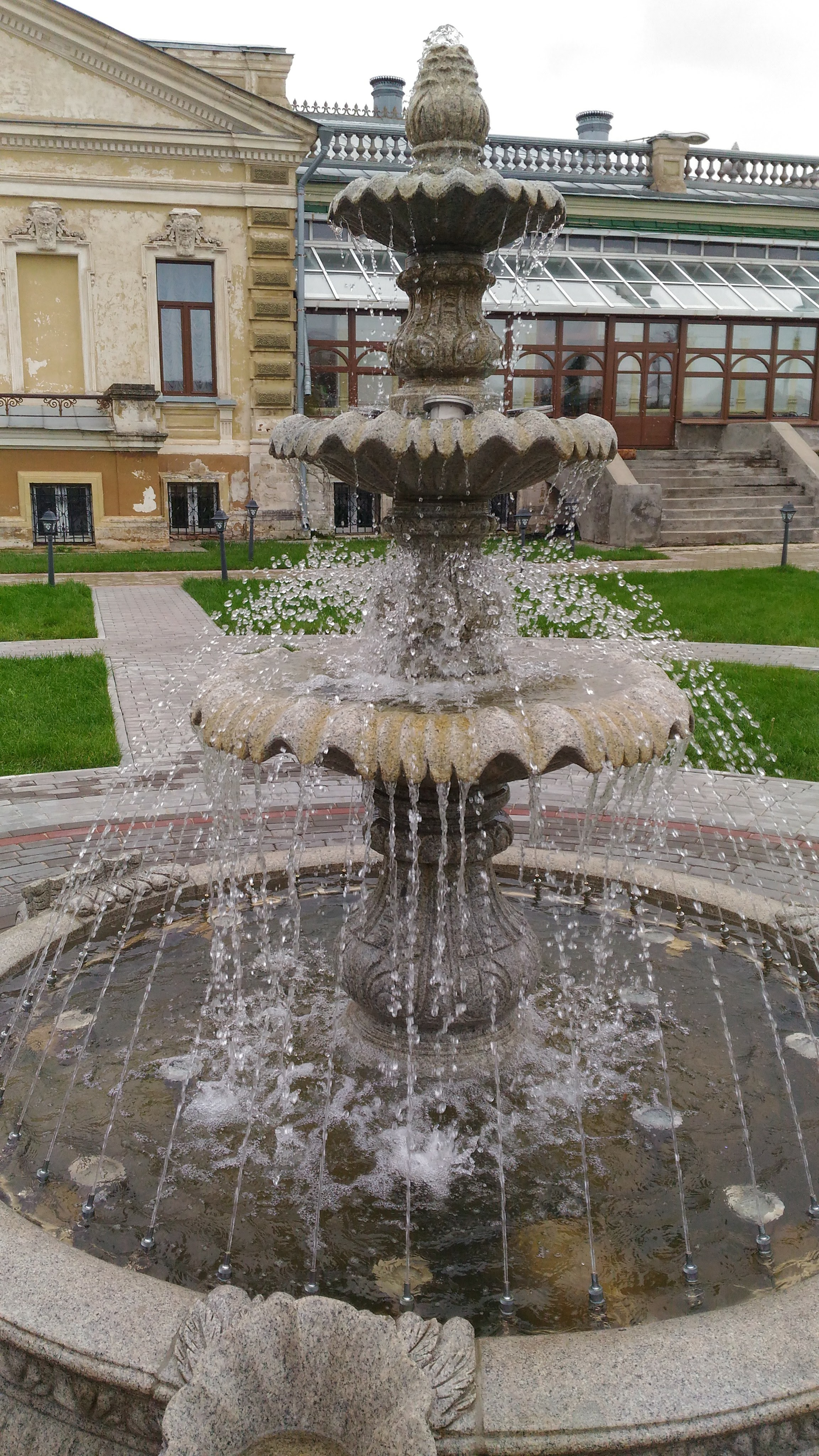
Фонтан во дворе усадьбы
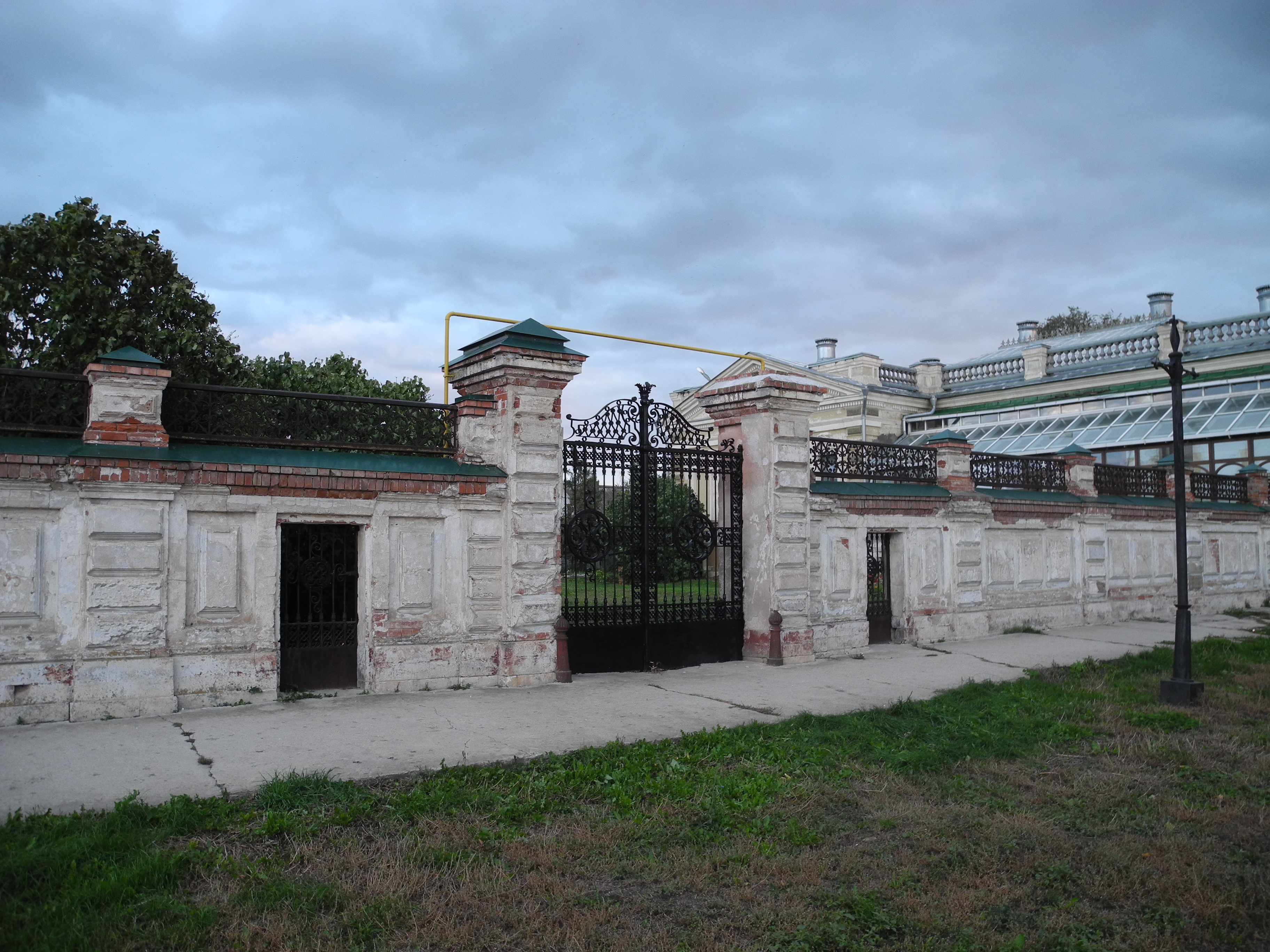
Ограда с воротами
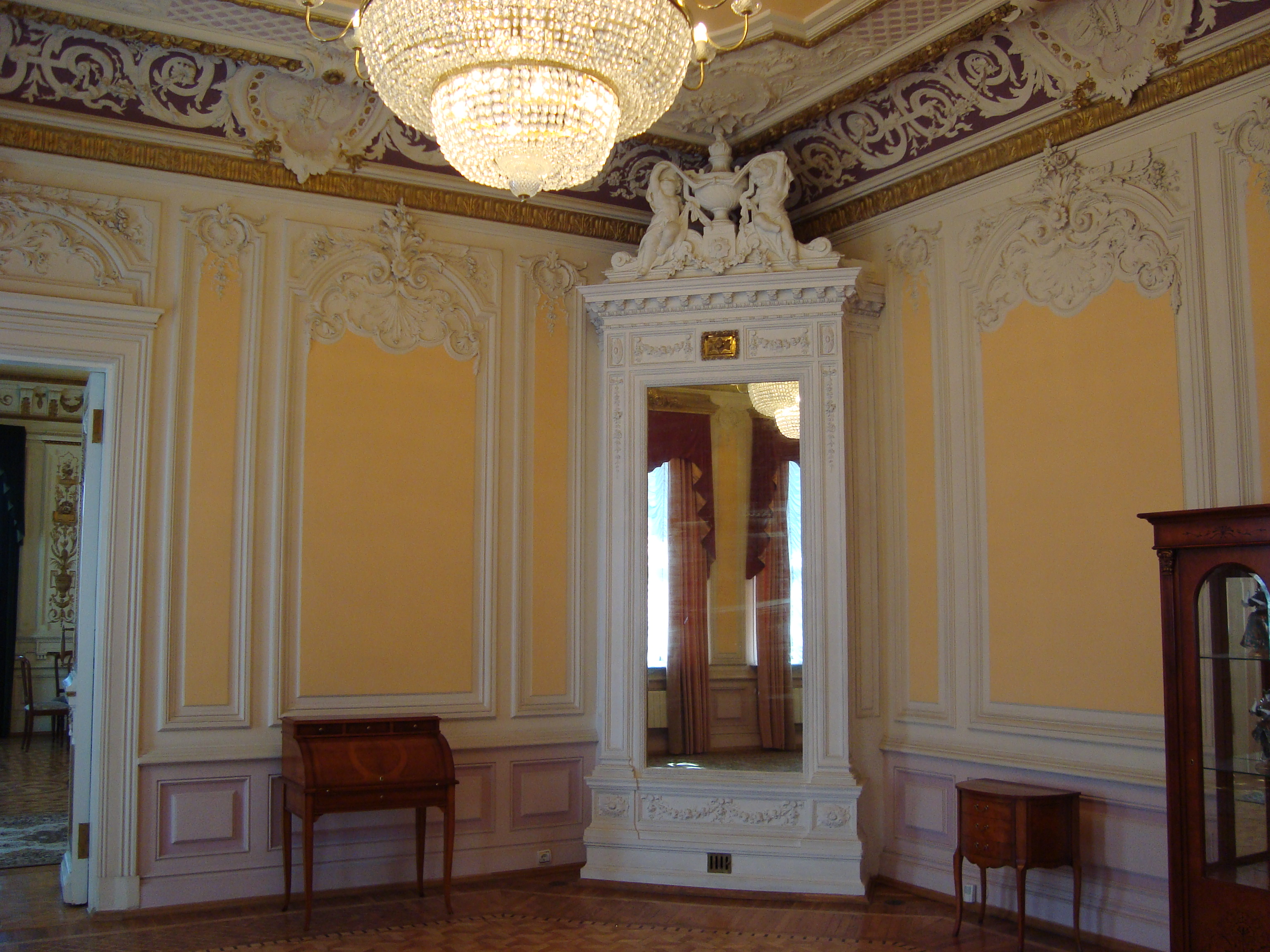
Паркет в торжественной комнате выполнен мастером В. Бойко